# Jean Van den Bilcke
Jean Van den Bilcke (Brugge, 18 december 1946) is een Belgisch voormalig politicus voor de sp.a.

## Levensloop
Jean Van den Bilcke was begin jaren 1970 redactielid van het militante blad LINKS. Hij was tevens lid van de Jongsocialisten en lokaal correspondent bij de BRT-radio. Beroepshalve was hij leraar moraal aan het atheneum in Heist, waar hij van 1979 tot 1985 directeur was. Ook was hij redactielid van de stadskrant De Lastige Bruggeling.
Onder impuls van socialistisch boegbeeld Frank Van Acker stapte hij in de Brugse politiek. Na de gemeenteraadsverkiezingen van 1982 werd hij gemeenteraadslid en in 1985 in opvolging van Bob Deruelle schepen. Hij was onder meer bevoegd voor Stadskernvernieuwing, Ruimtelijke Ordening, Monumentenzorg en Burgerlijke Stand. Na de gemeenteraadsverkiezingen van 2006 nam hij afscheid van de politiek.
Van den Bilcke was gedurende zeven jaar ook lid van het nationale partijbureau van de SP. Verder bekleedde hij verschillende bestuursmandaten. Zo was hij onder meer voorzitter van de Brugse Maatschappij voor Huisvesting (BMH), ondervoorzitter van de Maatschappij van de Brugse Zeehaven (MBZ) en bestuurder van de koepel van de Belgische gemengde energie-intercommunales Intermixt, de Interbrugse Maatschappij voor de Huisvesting (IBMH), de gemeentelijke holding Publi-T, de West-Vlaamse Intercommunale (WVI), de Financieringsintercommunale voor Investeringen in West- en Oost-Vlaanderen (FINIWO), het Regionaal Sociaaleconomische Overlegcomité (RESOC) en de sociale huisvestingmaatschappij Vivendo.
Onmiddellijk na zijn afscheid als gemeenteraadslid richtte hij een consultancyvennootschap op. Enkele maanden nadien sloot hij een consultingopdracht van 4.500 euro af met de Brugse Maatschappij voor Huisvesting, waarvan hij jarenlang voorzitter was. In 2023 werd zijn vennootschap ontbonden.